# Centaurea movlavia
Centaurea movlavia — вид квіткових рослин айстрових (Asteraceae). Ендемік Ірану.